# Blomjordstjärna
Blomjordstjärna (Geastrum floriforme) är en svampart som beskrevs av Vittad. 1842. Blomjordstjärna ingår i släktet jordstjärnor och familjen jordstjärnor.  Arten är reproducerande i Sverige. Inga underarter finns listade i Catalogue of Life.